# Joods vestigingsgebied in het Russische Keizerrijk

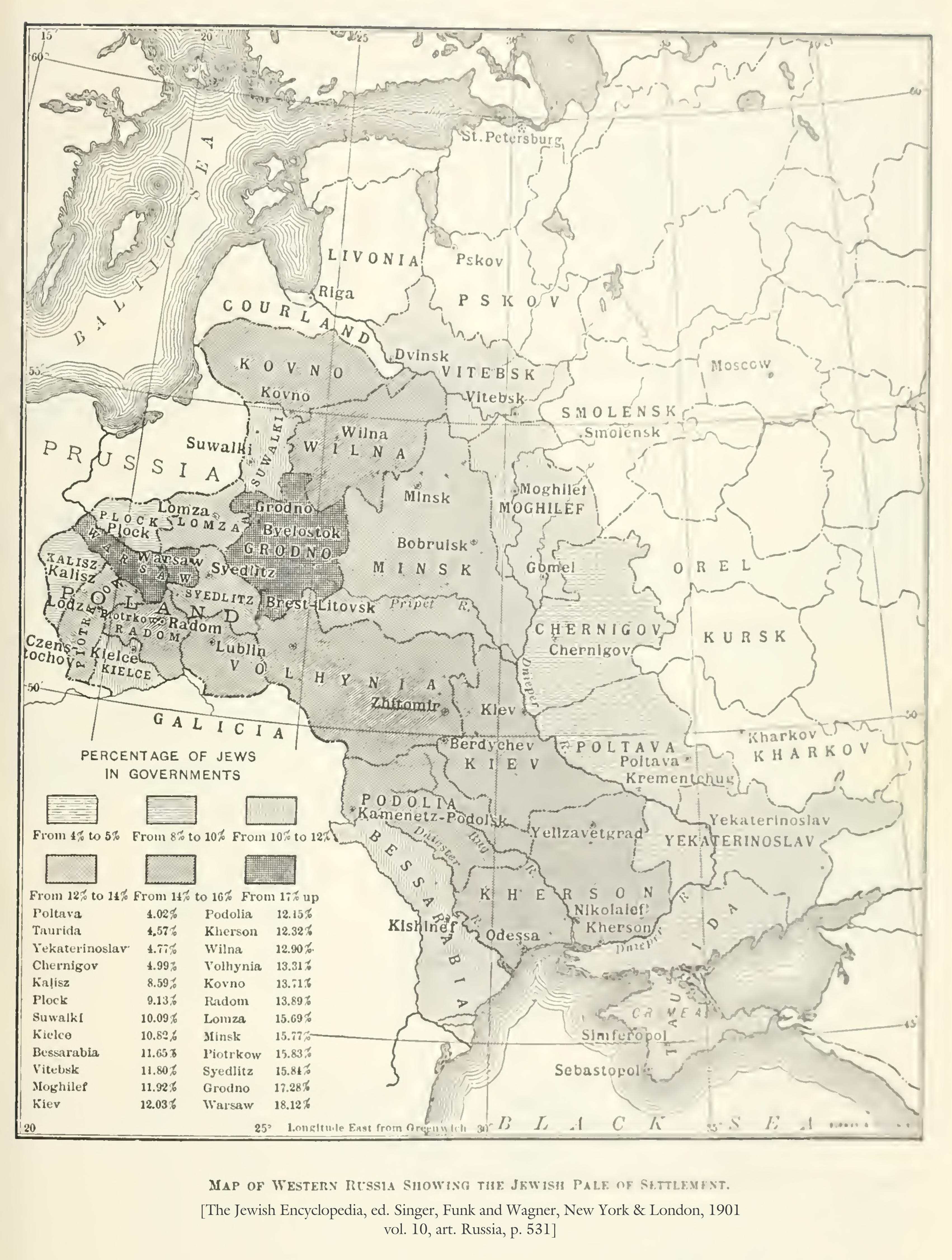
Kaart van het vestigingsgebied

Het Joods vestigingsgebied of paalgebied (Russisch: Черта оседлости; Tsjertá osédlosti,Jiddisch: דער תּחום-המושבֿ, der tkhum-ha-moyshəv) was het meest westelijke gebied van het Russische Keizerrijk waar het joden was toegestaan zich permanent te vestigen. 
Het gebied werd in 1791 ingesteld en in 1917 opgeheven. Het gebied liep van een demarcatielijn in het oosten naar de buitengrens met Oost- en Midden-Europa. Het gebied omvatte slechts 20% van Europees Rusland en kwam kwam overeen met de historische grenzen van het Pools-Litouwse Gemenebest. Het omvatte een groot deel van het huidige Litouwen, Wit-Rusland, Polen, Moldavië, Oekraïne en gedeelten van West-Rusland. Binnen het vestigingsgebied waren echter wel een aantal steden waar deze toestemming niet voor gold. Enkele kleine categorieën joden mochten buiten het vestigingsgebied wonen.

## Geschiedenis
De Zwarte Dood leidde tot pogroms tegen de joodse bevolking in Europa, die de schuld kreeg van de epidemie. In Polen, dat grotendeels door de epidemie gespaard was, waren de joden echter wel welkom. Grote aantallen van met name Duitse joden trokken naar de toenmalige Poolse gebieden. 
Het vestigingsgebied werd ingesteld door Catharina de Grote in 1791 na meerdere mislukte pogingen, vooral door tsarina Elisabeth I, om de Joden uit Rusland te verdrijven, tenzij ze zich bekeerden tot de Russische orthodoxie. De instelling diende puur voor economische en nationalistische doeleinden. De joden vormden namelijk sinds de opkomst van de industrialisatie een snelgroeiende middenklasse in het Rusland dat werd gedomineerd door de adel, geestelijkheid en lijfeigenen.
De Moskouse kooplieden vreesden concurrentie van de joden en vroegen Catharina maatregelen te nemen. Catharina bepaalde dat joden zich alleen in het vestigingsgebied mochten vestigen, zodat deze joden niet over het gehele Russische rijk zouden uitzwermen. 
Zo zou Catharina hiermee een compromis bereiken tussen groepen, die de Joden het rijk uit wilden jagen, en haar eigen liberale denkwijze: het behartigen van de belangen van de lokale bevolking in de provincies, die leden onder het verdwijnen van de joodse handelsklasse.
Na de instelling van de Tweede Poolse Deling in 1793 werd het vestigingsgebied van groot belang. Door de annexatie van de Poolse gebieden nam het aantal Joden toe van een kleine groep naar een substantieel deel van de bevolking. Op het hoogtepunt telde het vestigingsgebied meer dan 5 miljoen joden, de grootste concentratie ter wereld, die ongeveer 40% uitmaakten van alle Joden wereldwijd.
Tussen 1791 en 1917, toen het vestigingsgebied werd opgeheven, werden de grenzen van het gebied regelmatig veranderd, waardoor sommige gebieden dan weer wel en dan weer niet tot het vestigingsgebied behoorden, zoals het Kaukasusgebied. Bovendien waren de joden onderworpen aan een aantal restricties: zo mochten ze niet in landbouwgemeenschappen wonen en ook niet in de steden Kiev, Sevastopol en Jalta. Ze werden in plaats daarvan gedwongen zich te vestigen in kleine provinciesteden, waardoor de sjtetls ("kleine steden") ontstonden. Joodse kooplieden van het Eerste gilde, mensen met een hogere opleiding of die speciaal onderwijs hadden gevolgd, ambachtslieden en soldaten mochten samen met hun nakomelingen buiten het vestigingsgebied wonen, in overeenkomst met het rekruteringshandvest uit 1810. In sommige perioden werden voor sommige joden uitzonderingen gemaakt en mochten ze wel in de grote keizerlijke steden wonen, maar hun aantal was meestal klein en bovendien werden nog in 1891 enkele duizenden joden uit Sint-Petersburg en Moskou verbannen naar het vestigingsgebied.
Het gevolg was dat in die tijd 95% van de 5 miljoen Russische joden in het vestigingsgebied woonde. Uit angst voor oplaaiend antisemitisme vertrokken tussen 1880 en 1920 2 miljoen Russische joden naar 
Verenigde Staten, Palestina en West-Europa.
Tijdens de Tweede Wereldoorlog bevond het hele vestigingsgebied zich binnen het gebied dat nazi-Duitsland had veroverd aan het oostfront, hetgeen resulteerde in vele massamoordplaatsen door de zogenaamde Einsatzgruppen tijdens een van de grootste geplande systematische operaties van de nazi's om de Joden uit te roeien, als onderdeel van de Holocaust. Dit leidde tot het bijna volledig verdwijnen van het joodse leven in een gebied dat daarvoor de grootste concentratie van Joden ter wereld was geweest.